# Zaginiona armia Kambyzesa II

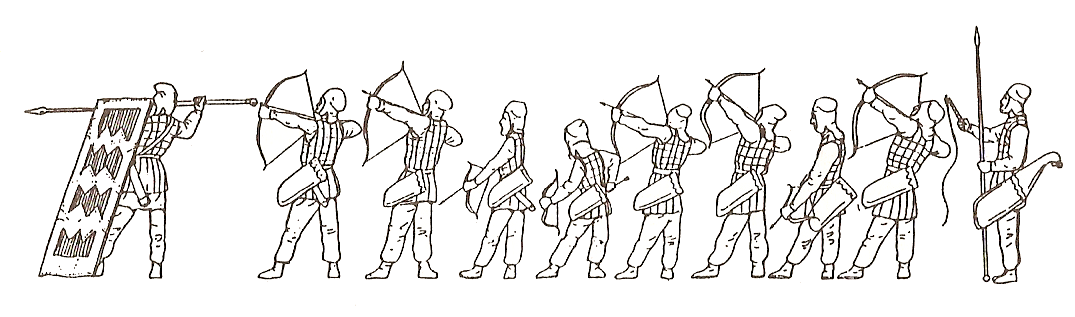
Perska armia z czasów dynastii Achemenidów

Zaginiona armia Kambyzesa II – starożytna armia perska króla Kambyzesa II, która miała zaginąć w 525 roku p.n.e. podczas działań zbrojnych w Egipcie, podczas kampanii przeciwko faraonowi Psametychowi III.

## Tło
W 529 p.n.e., po śmierci Cyrusa II Wielkiego w trakcie walk w Chorezmie, perski tron objął syn Cyrusa – Kambyzes II. Kontynuując politykę podbojów, w 525 r. rozpoczął wyprawę do Egiptu. Potężna perska armia pokonała Egipcjan pod Peluzjum. Faraon Psametych III musiał się wycofać, a w końcu dostał się do niewoli i zginął, próbując wzniecić antyperskie powstanie. Najeźdźcy stosunkowo szybko opanowali niemal całe państwo. Zacięty opór stawiali jednak kapłani boga Amona w odległej, położonej na Pustyni Libijskiej, oazie Siwa.
Kambyzes, przebywając w Tebach, miał ze swojej armii wydzielić, liczącą ok. 50 tys. ludzi, armię i wysłać ją do oazy, aby zmusić do uległości tamtejszych niepokornych kapłanów. Armia Kambyzesa miała już nigdy nie powrócić z tej misji, a brak informacji o tym co się faktycznie stało sprawił, że armię Kambyzesa uznano za zaginioną.

## Źródła
Informację o zaginięciu armii Kambyzesa II podał grecki historyk Herodot w Dziejach:

Kiedy w swoim pochodzie przybył do Teb, oddzielił od swego wojska około pięćdziesięciu tysięcy ludzi i tym polecił ujarzmić Ammoniów i spalić wyrocznię Zeusa; (...) Ci zaś, których wysłano na wojnę przeciw Ammoniom, wyruszywszy z Teb, maszerowali z przewodnikami i przybyli, co jest rzeczą pewną, do miasta Oasis, zamieszkałego przez Samijczyków, którzy podobno pochodzili z gminy ajschrionijskiej; od Teb są oni oddaleni o siedem dni marszu przez piaski, a ta okolica nazywa się w języku Hellenów Wyspą Szczęśliwych. Aż do tej okolicy miało wojsko dotrzeć, odtąd zaś nikt inny prócz samych Amnioniów i tych, którzy od nich słyszeli, nie umie nic o nich powiedzieć. Bo ani do Ammoniów nie przybyli, ani też nie wrócili do domu. Sami Ammoniowie tak opowiadają: Kiedy z owej Oasis ciągnęli przeciw nim przez piaski, znaleźli się mniej więcej w środku między nimi a Oasis; a gdy właśnie spożywali śniadanie, zawiał ku nim wielki i niesamowity wiatr południowy, który, niosąc z sobą góry piasku, zasypał ich – i w ten sposób zniknęli. Taki los miał spotkać ową armię według opowiadania Ammoniów.

Historię wojsk Kambyzesa wspomniał czterysta lat później inny grecki uczony – Strabon:

Z Pselchisy Petroniusz przybył do Premnis, przebywszy piaskowe wydmy, gdzie leży zasypana armia Kambyzesa, zaskoczona przez burzę piaskową.

## Badania

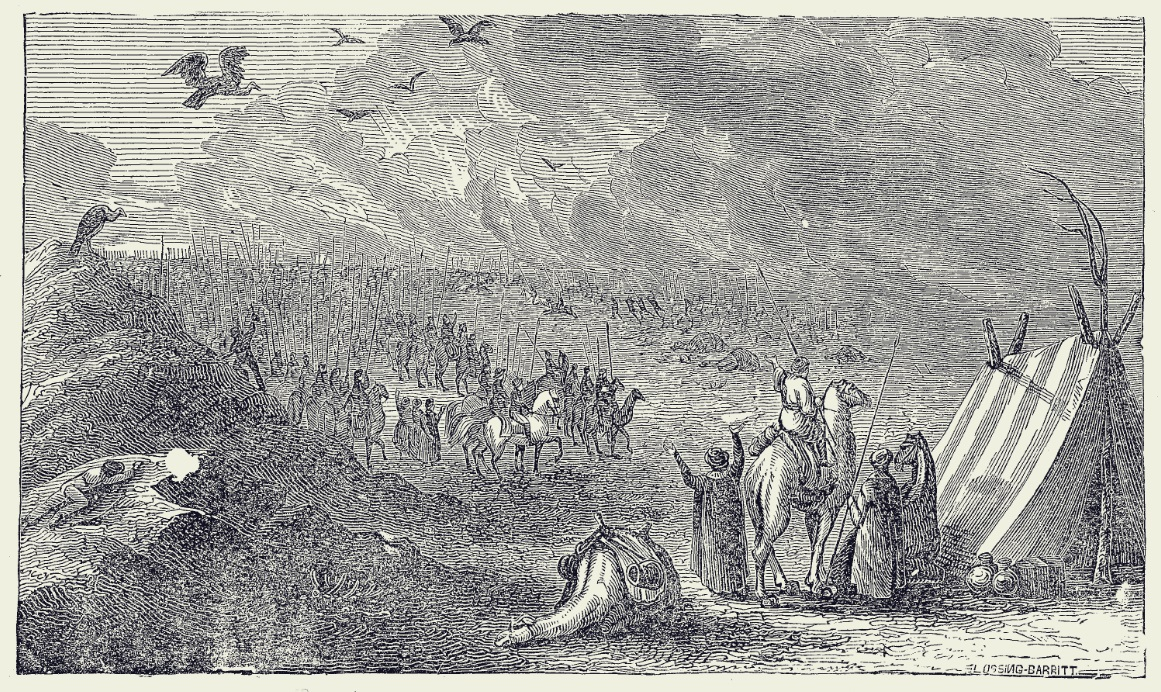
Armia Kambyzesa II w chwili uderzenia burzy piaskowej – wyobrażenie na rycinie z XIX w.

Przez wiele lat uważano, że armia perska została pochłonięta przez burzę piaskową to wymysł Herodota. Podstawą do tych twierdzeń był fakt, że podczas prowadzonych badań wzdłuż szlaku wiodącego z Teb do oazy Siwa nigdy nie natknięto się na jakiekolwiek pozostałości po Persach. Wśród wysłanych w tym celu ekspedycji wymienić można m.in. międzynarodowe wyprawy László Almásyego z lat 1932–1935 oraz przeprowadzoną na przełomie 1932 i 1933 brytyjską wyprawę Orde’a Wingate’a. Wszystkie te badania miały jednak na celu przede wszystkim odnalezienie legendarnej oazy (lub miasta) Zarzury.
Wszystko zaczęło się zmieniać w drugiej połowie XX wieku, gdy na Pustyni Libijskiej w pobliżu oazy Siwa natrafiono na ślady perskiej obecności. Autorem pierwszych odkryć był  Gary S. Chafetz, amerykański dziennikarz, który pomiędzy wrześniem 1983 a lutym 1984 badał pogranicze egipsko-libijskie. Ekspedycja Chafetza odkryła dwieście kurhanów, które uznano w ich formie za nawiązujące do wywodzącej się z Persji religii zaratusztriańskiej. Grobowce pozbawione były jednak artefaktów, a badanie metodą TL wskazało powstanie tumulusów na ok. 1500 p.n.e. Nie mogły więc należeć do żołnierzy Kambyzesa II. Ekspedycja odkryła także typowe dla Persów wyobrażenie skrzydlatego sfinksa, wyryte w oolitowej skale jaskini, położonej w niezamieszkałej oazie Sitra (28°44'11"N 26°57'49"E), ok. 147 km na południowy wschód od Siwy. Dalsze badania uniemożliwiło jednak aresztowanie Chafetza za „nielegalne sprowadzenie do Egiptu samolotu”.
Nowych odkryć dokonano w roku 2000, kiedy to podczas prowadzonych latem poszukiwań ropy zespół geologiczny z Uniwersytetu Helwan natrafił na Pustyni Libijskiej na dobrze zachowane fragmenty tkanin oraz kawałków metalu przypominające broń i szczątki ludzkie, które uznano wówczas za ślady zaginionej armii Kambysesa. Egipska Najwyższa Rada Starożytności ogłosiła, że zorganizuje ekspedycję w celu zbadania terenu, ale w późniejszym czasie nie opublikowała żadnych dalszych informacji.
Wydawało się, że przełom nastąpił w 2009 r., gdy w listopadzie dwaj włoscy archeolodzy – Angelo i Alfredo Castiglioni – ogłosili odkrycie ludzkich szczątków, narzędzi i broni, które sięgać miały czasów Kambyzesa. Artefakty odkryć miano w pobliżu oazy Siwa. Nieznalezienie dotąd szczątków perskiego wojska miało – zdaniem Włochów – wynikać z faktu, że badania prowadzono w złej lokalizacji. Żołnierze mieli iść nietradycyjną drogą karawan przez oazy Ad-Dachila i Al-Farafira, lecz szlakiem przez Dżilf al-Kabir i Wadi al-Malik. Byłoby to jednak o tyle dziwne, że Persowie szli by drogą trudną i okrężną, biegnącą na południe przez obecny Sudan i odludny płaskowyż w południowo-zachodnim Egipcie. Wątpliwości zaczął budzić także fakt, że wynikami swoich badań archeolodzy podzielili się jedynie w nakręconym przez siebie filmie dokumentalnym. Nie opublikowali ich natomiast w żadnym czasopiśmie naukowym. Pojawiły się więc uzasadnione wątpliwości co do autentyczności odkrycia, a przedstawiciel Najwyższej Rady Starożytności – Zahi Hawass – ogłosił, iż doniesienia o odkryciu armii Kambyzesa „są bezpodstawne i wprowadzające w błąd” oraz że „bracia Castiglioni nie otrzymali pozwolenia NRS na wykopaliska w Egipcie, więc nie można wierzyć w to, co twierdzą, że znaleźli”.

## Teoria Kapera
W 2015 archeolog Olaf E. Kaper z uniwersytetu w Lejdzie, prowadząc badania w oazie Ad-Dachila, ogłosił nową hipotezę dotyczącą armii Kambyzesa. Wskazał on, iż prawdopodobnie Persowie zostali wciągnięci w zasadzkę przez egipskiego księcia, późniejszego krótko panującego faraona, Petubastisa III, który od 522 p.n.e. do ok. 520 p.n.e./518 p.n.e. dowodził buntem przeciwko perskiej okupacji. Według koncepcji Kapera, burzę piaskową jako powód zaginięcia armii wymyślił Dariusz I Wielki, aby wymazać z pamięci Egipcjan militarną klęskę Persów. Miało to tym większe znaczenie, że Dariusz musiał zaangażować się osobiście w ustabilizowanie sytuacji w Egipcie po śmierci Kambyzesa, która wywołała powstanie miejscowej ludności.
Mimo różnych hipotez, do dziś faktyczna przyczyna zaginięcia armii Kambyzesa II pozostaje niewyjaśniona.